# Orsa slipstensmuseum
Orsa slipstensmuseum är ett svenskt arbetslivsmuseum i Orsa. Det öppnade 1996 på Mässbacken i Kallmora by i Orsa kommun. Förutom museibyggnad med gamla redskap, fotografier samt bearbetade slipstenar och brynen, ingår också det tidigare gruvområdet med byggnader som Gruvstugan, Hackboden och Slogboden. Berggrunden i området är orsasandsten, vilken har brutits åtminstone sedan 1500-talet.
Museibyggnaden och det två kvadratkilometer stora gruvområdet ägs av Orsa samfälligheter, medan Orsa slipstensförening, bildad 1996, ansvarar för driften.